# 이스라엘 지상군

엠블럼

이스라엘 지상군(히브리어: זרוע יבשه)은 이스라엘 방위군(IDF)의 지상군이다. 사령관은 참모총장 직속의 소장, 마지(Mazi) 직급을 지닌 장군이다.
1948년 5월 26일 다비드 벤구리온 국방장관의 명령에 따라 이스라엘 방위군은 무장단체 이르군(Irgun)과 레히(Lehi)를 통합한 준군사조직 하가나(Haganah)로 구성된 징병군으로 공식 창설되었다. 지상군은 1948년 아랍-이스라엘 전쟁, 1956년 수에즈 위기, 1967년 6일 전쟁, 1973년 욤 키푸르 전쟁, 1976년 엔테베 작전, 1982년 레바논 전쟁, 1987~1993년 1차 인티파다, 2000~2005년 2차 인티파다, 2006년 레바논 전쟁, 가자 전쟁(2008~09)을 포함한 주요 군사 작전에 투입됐다. 원래 IDF는 북쪽의 레바논과 시리아, 동쪽의 요르단과 이라크, 남쪽의 이집트 등 3개 전선에서 작전을 수행했지만, 1979년 이집트-이스라엘 평화 조약 이후에는 레바논 남부와 팔레스타인 영토에 집중했다. 1차 인티파다와 2차 인티파다를 포함한다.

## 같이 보기
- 이스라엘 공군
- 이스라엘 해군
- 이스라엘 군사 산업
- 아랍-이스라엘 분쟁